# Josselin
Josselin (bretonisch: Josilin, Gallo: Jocelein, Jozcelein oder Jocelin) ist eine französische Gemeinde mit 2559 Einwohnern (Stand 1. Januar 2022) im Département Morbihan in der Region Bretagne.

## Geografie
Josselin liegt im Nordosten des Départements Morbihan und gehört zum Pays de Josselin. Der Ort liegt im Zentrum der alten Grafschaft Porhoët, 64 Kilometer von Vannes, 83 Kilometer von Lorient und 81 Kilometer von Rennes entfernt.
Nachbargemeinden sind La Croix-Helléan im Nordosten, Guillac im Südosten, Guégon im Südwesten sowie Forges de Lanouée im Nordwesten.
Der Ort ist wegen seiner historischen Bedeutung Schnittpunkt einiger Straßenverbindungen. Die wichtigste überregionale Verbindung ist die N24, welche die Stadt Josselin nördlich umfährt. Insgesamt hat der Ort drei Anschlüsse/Teilanschlüsse an diese (bei der Industriezone, nördlich des Zentrums und östlich der Gemeinde).
Die Stadt liegt am kanalisierten Fluss Oust, auf dem hier der Canal de Nantes à Brest verläuft. Diese bilden teilweise die Gemeindegrenze. Der Kanal wird heute nur mehr touristisch durch Sport- und Hausboote genutzt.

## Bevölkerungsentwicklung
| Jahr                       | 1962 | 1968 | 1975 | 1982 | 1990 | 1999 | 2006 | 2019 |
| Einwohner                  | 2231 | 2283 | 2611 | 2548 | 2338 | 2419 | 2502 | 2482 |
| Quellen: Cassini und INSEE |      |      |      |      |      |      |      |      |

## Geschichte
Josselin ist die Residenzstadt der Herzöge von Rohan, deren Sitz ist das Schloss Josselin. Die Gemeinde gehört historisch zur bretonischen Region Bro-Sant-Maloù (frz. Pays de Saint-Malo) und innerhalb dieser Region zum Gebiet Porc'hoed (frz. Porhoët). Von 1801 bis zu dessen Auflösung am 10. September 1926 gehörte sie zum Arrondissement Ploërmel. Seit 1793 ist Josselin Hauptort des Kantons Josselin.

## Wirtschaft
Der Agrarsektor und die Tourismusbranche dominieren die Wirtschaft der Kleinstadt.

## Sehenswürdigkeiten
- Schloss Josselin
- Basilika Notre-Dame-du-Roncier (aus dem 3.–15. Jahrhundert) mit Brunnen
- Abtei Saint-Jean des Prés
- Abtei Le Mont Cassin de Josselin
- Grab von Olivier V. de Clisson, Connétable von Frankreich, und seiner Ehefrau Marguerite de Rohan in der Kirche
- Bürgermeisteramt und Post
- Kapelle Sainte-Croix aus verschiedenen Perioden (11., 16. und 18. Jahrhundert)
- Kapelle La Congrégation aus dem 18. Jahrhundert im Schloss
- Kapelle L’Hôpital Saint-Jacques
- Kalvarienberg aus dem 15. Jahrhundert vor dem Friedhof der Kapelle Sainte-Croix
- zahlreiche sehenswerte alte Häuser in der Altstadt von Josselin
- Herrenhäuser Les Cruyères (aus dem 16. Jahrhundert) und Castel-Damien
- Loggia de Saint-Martin (12. und 20. Jahrhundert)
- Mühle von Beaufort an der Oust (17.–19. Jahrhundert)
- Musée des Poupées (Puppenmuseum) in der Rue des Trente

Quelle:

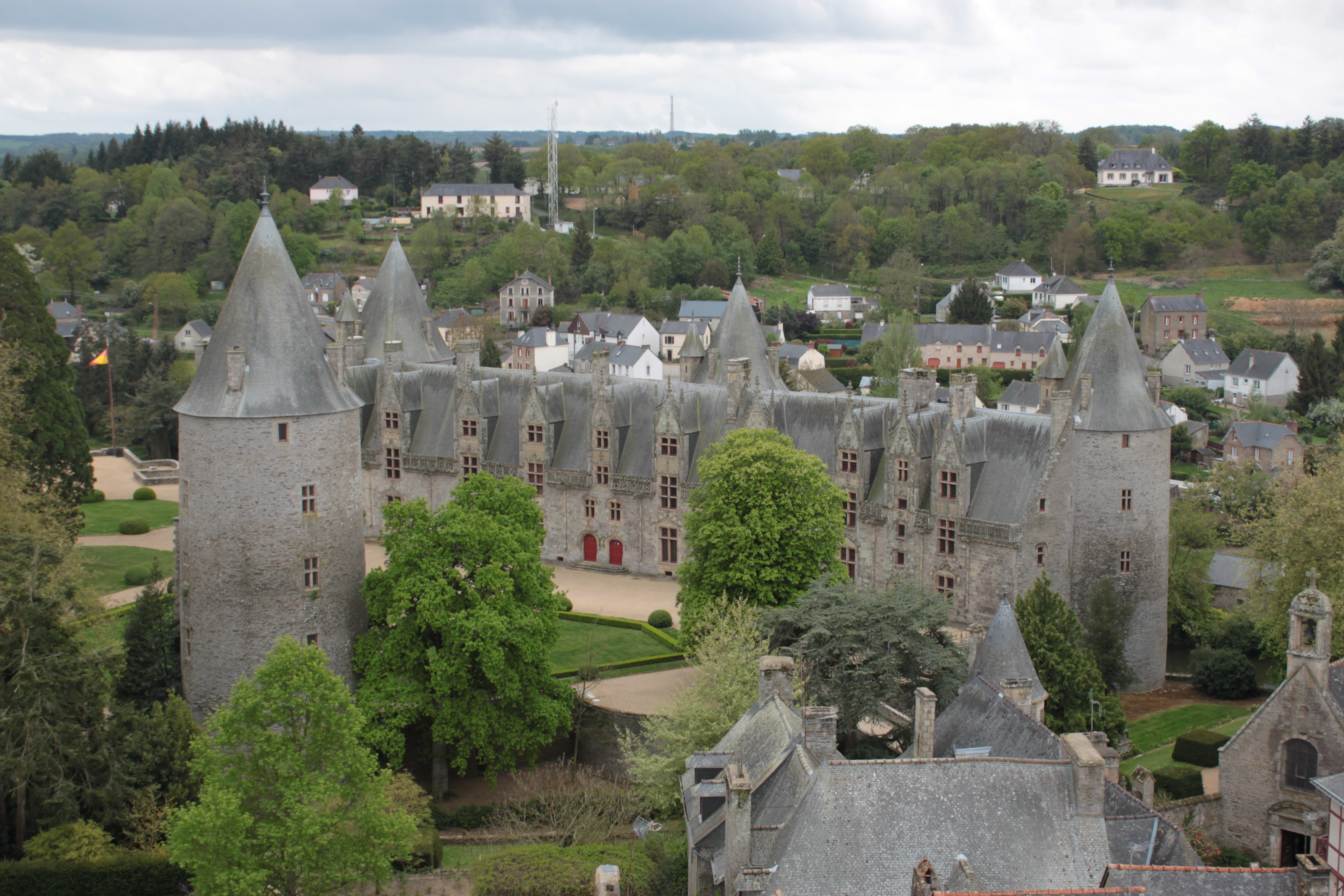
Schloss Josselin
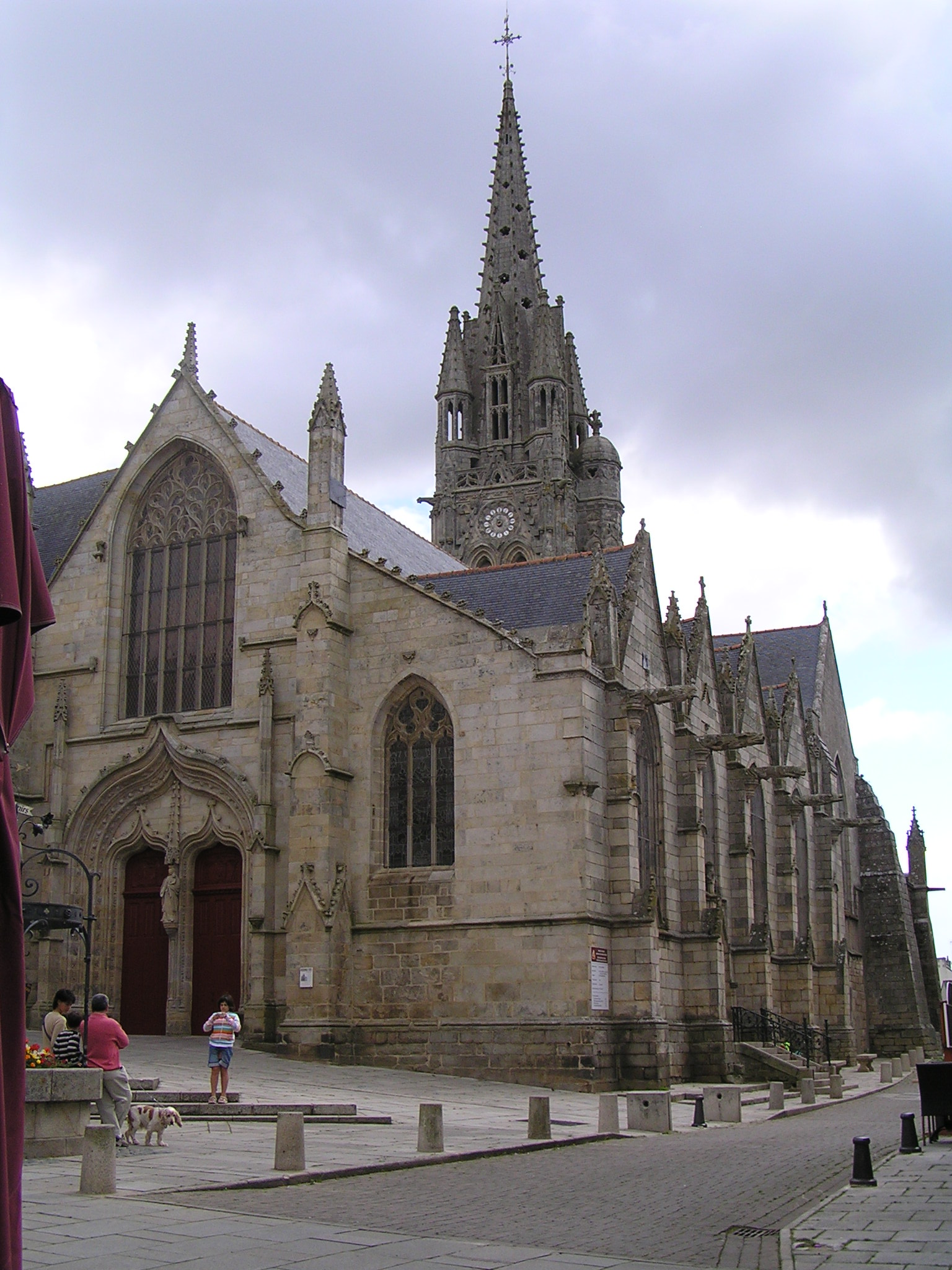
Basilika Notre-Dame-du-Roncier
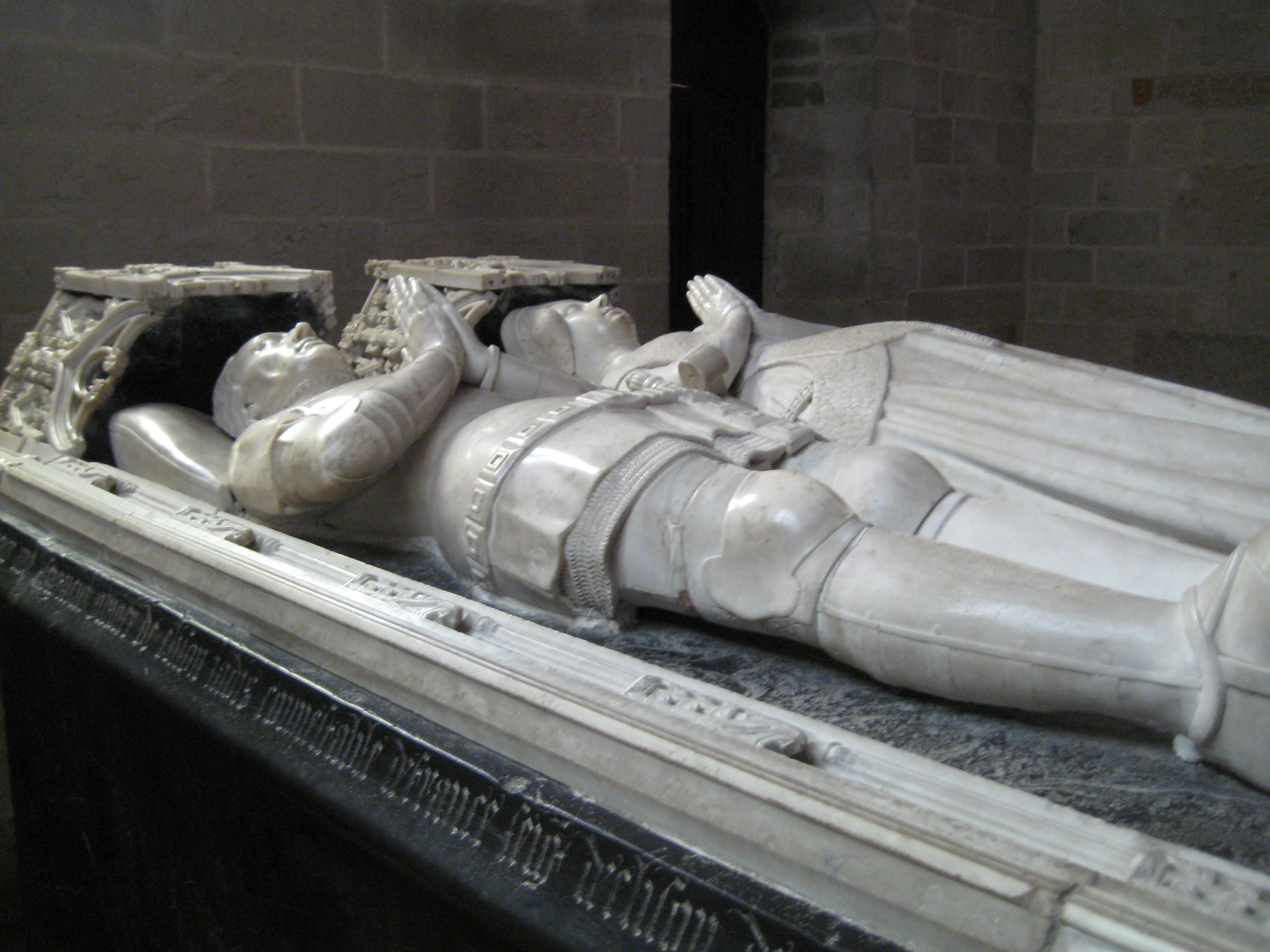
Grabstätte von Olivier de Clisson und Marguerite de Rohan
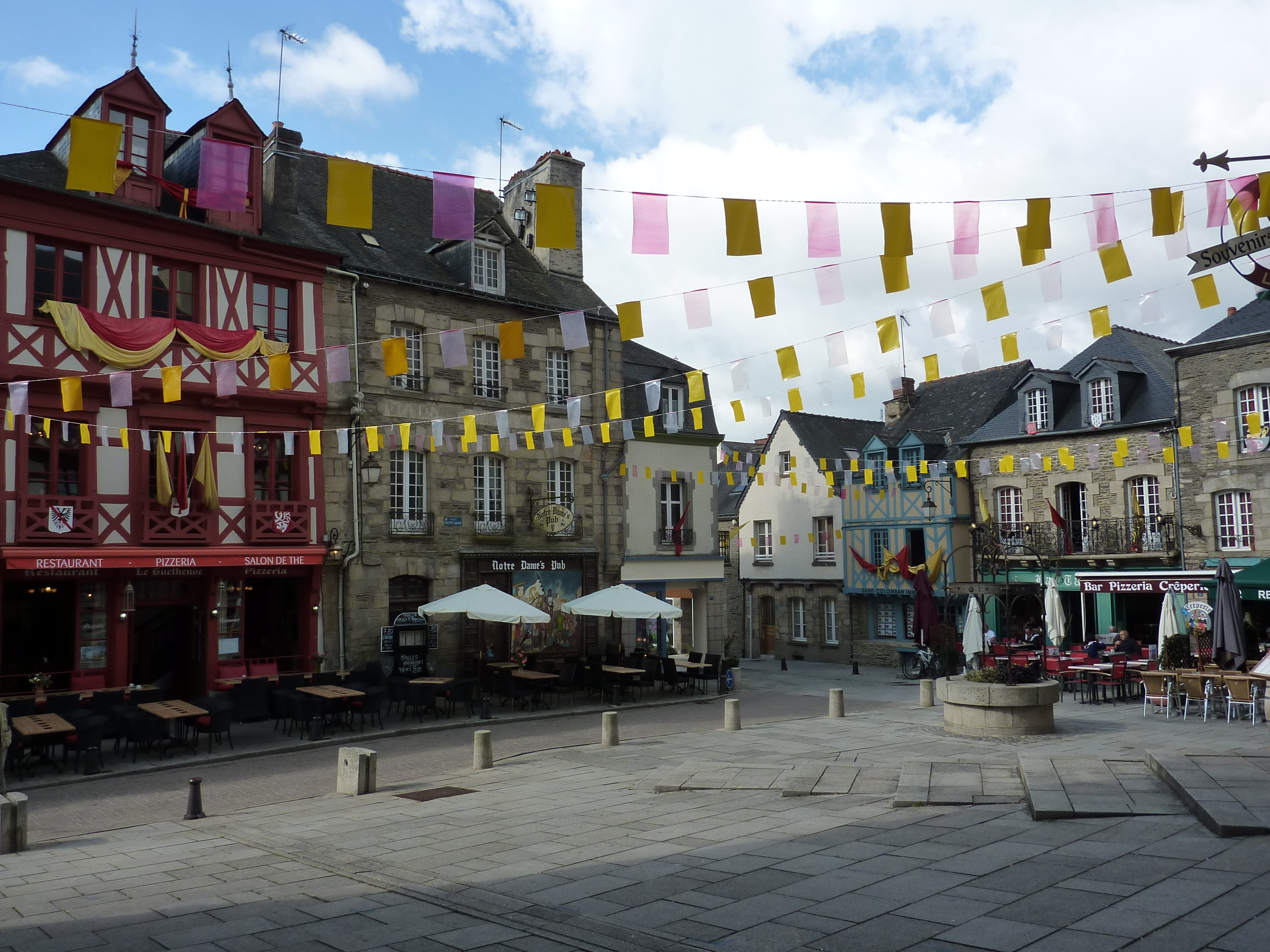
Häuser bei der Basilika Notre-Dame
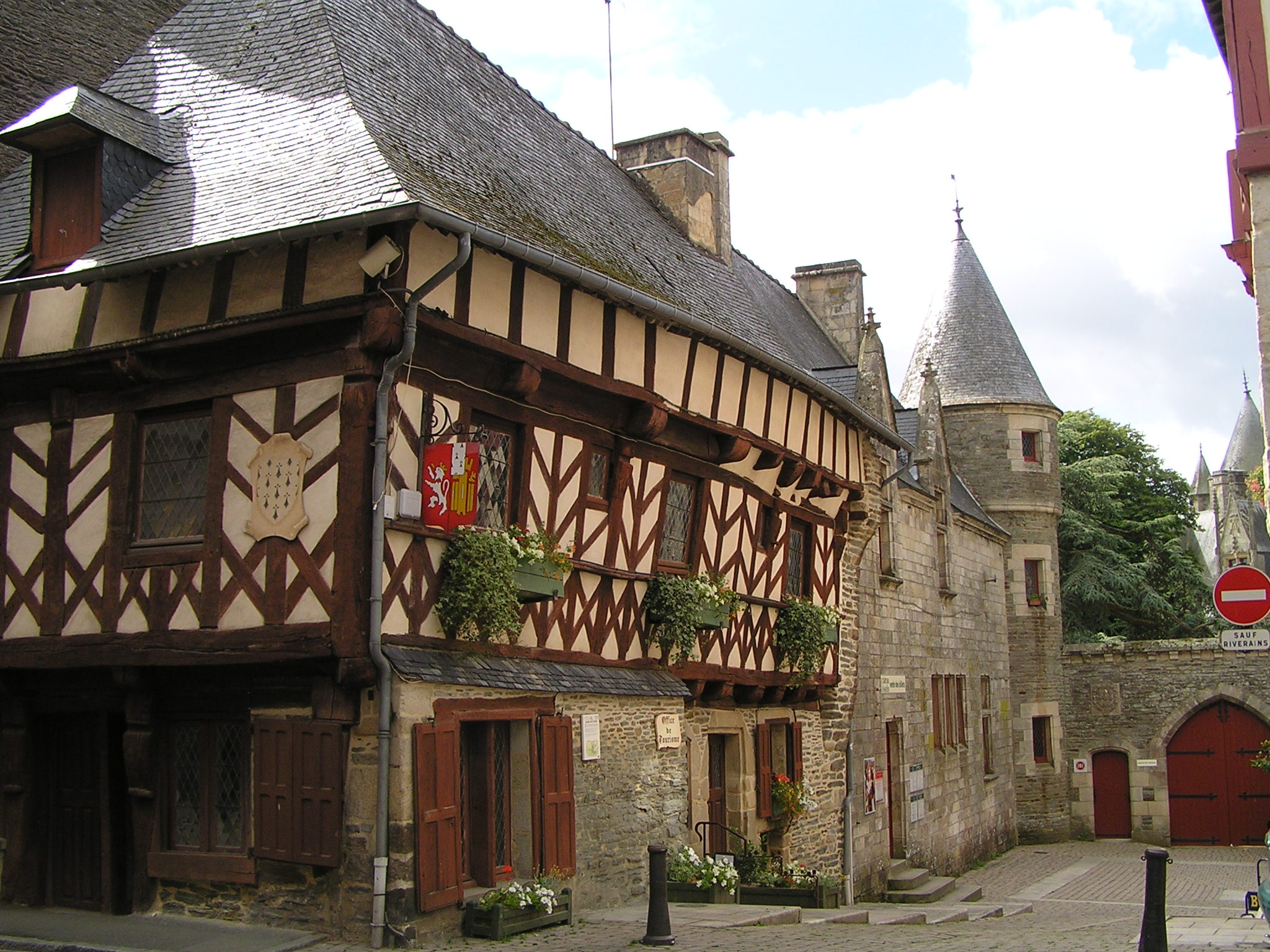
Fremdenverkehrsbüro und Eingang zum Schloss
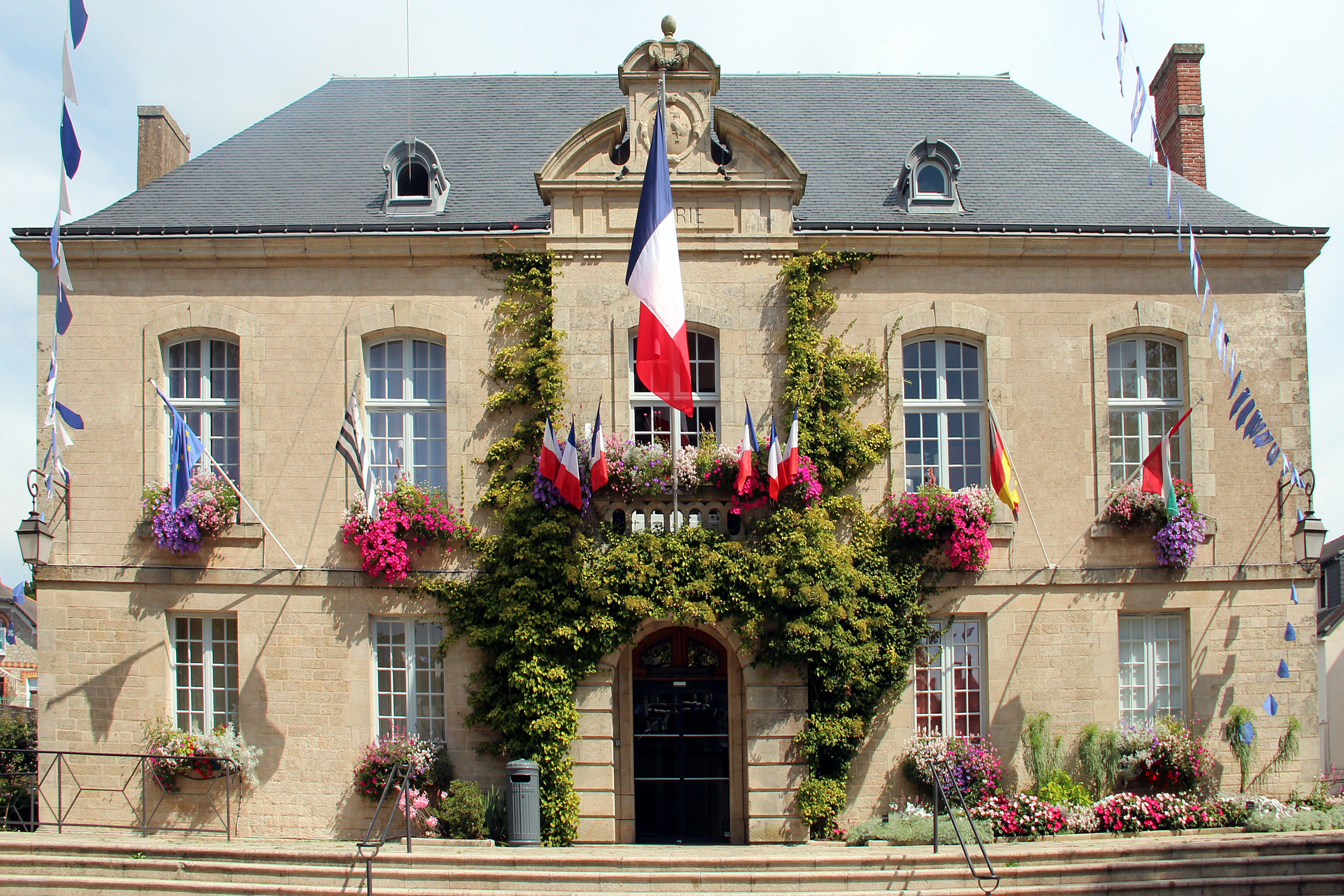
Mairie Josselin

## Persönlichkeiten
- François-Marie Picaud (1878–1960), römisch-katholischer Geistlicher, Bischof von Bayeux-Lisieux 1931–1954
- Josselin de Rohan, ehemaliger Bürgermeister, Senator

## Städtepartnerschaft
- Alzey, Deutschland, seit 1973